# Grande Prêmio do Cinema Brasileiro 2007
O Grande Prêmio do Cinema Brasileiro de 2007, organizado pela Academia Brasileira de Cinema, foi maior premiação do Cinema Brasileiro do ano de 2007 e premiou os profissionais da área do cinema, bem como, os filmes lançados nos anos de 2005 e 2006. O evento foi realizado no Copacabana Palace, no dia 22 de abril de 2007. A premiação foi apresentada por Dira Paes e João Miguel e teve como artistas homenageados os cartazistas e ilustradores Benício e Fernando Pimenta, além do cartunista e também cartazista Ziraldo.
Cidade Baixa foi o filme mais indicado da noite com 15 indicações seguido por 2 Filhos de Francisco, Árido Movie e Casa de Areia, ambos com 12 indicações. Cinema, Aspirinas e Urubus terminou a noite como o maior vencedor da premiação vencendo em cinco categorias, inclusive os prêmios de Melhor Longa de Ficção e Melhor Diretor, para o diretor Marcelo Gomes.

## Vencedores e indicados
Os vencedores da premiação estão destacados em negrito.
| Melhor Longa-Metragem de Ficção | Melhor Direção |
| --- | --- |
| - Cinema, Aspirinas e Urubus – Maria Ionescu, Sara Silveira, João Vieira Jr., produtores. - 2 Filhos de Francisco – Pedro Buarque de Hollanda, Emanoel Camargo, Luciano Camargo, Pedro Guimarães, Daniel Filho, Paula Lavigne, Rommel Marques, Breno Silveira, produtores - Árido Movie – Murilo Salles, Flávio Frederico, Ilana Brakarz, produtores - Bendito Fruto – Cláudius Ceccon, Patrick Siaretta, Beth Formaggini, produtores. - Casa de Areia – Andrucha Waddington, Pedro Buarque de Hollanda, Pedro Guimarães, Daniel Filho, produtores - Cidade Baixa – Walter Salles, Mauricio Andrade Ramos, produtores. - Crime Delicado – Marco Ricca, Renato Ciasca, Bianca Villar, produtores. - Se Eu Fosse Você – Iafa Britz, Vilma Lustosa, Walkíria Barbosa, Daniel Filho, produtores. | - Marcelo Gomes – Cinema, Aspirinas e Urubus - Andrucha Waddington – Casa de Areia - Beto Brant – Crime Delicado - Breno Silveira – 2 Filhos de Francisco - Daniel Filho – Se Eu Fosse Você - Lírio Ferreira – Árido Movie - Miguel Faria Jr. – Vinícius - Sérgio Machado – Cidade Baixa |
| Melhor Atriz | Melhor Ator |
| - Alice Braga – Cidade Baixa como Karinna - Dira Paes – 2 Filhos de Francisco como Helena Siqueira de Camargo - Fernanda Montenegro – Casa de Areia como Dona Maria / Áurea / Maria - Fernanda Torres – Casa de Areia como Áurea / Maria - Glória Pires – Se Eu Fosse Você como Helena - Hermila Guedes – Cinema, Aspirinas e Urubus como Jovelina - Zezeh Barbosa – Bendito Fruto como Maria - Zezé Polessa – Achados e Perdidos como Magali | - Ângelo Antônio – 2 Filhos de Francisco como Francisco José de Camargo - Caco Ciocler – Quase Dois Irmãos como Miguel (nos anos 70) - Flávio Bauraqui – Quase Dois Irmãos como Jorginho (nos anos 70) - José Dumont – Árido Movie como Zé Elétrico - João Miguel – Cinema, Aspirinas e Urubus como Ranulpho - Lázaro Ramos – Cidade Baixa como Deco - Otávio Augusto – Bendito Fruto como Edgar - Wagner Moura – Cidade Baixa como Naldinho |
| Melhor Atriz Coadjuvante | Melhor Ator Coadjuvante |
| - Paloma Duarte – 2 Filhos de Francisco como Zilú - Andrea Beltrão – O Coronel e o Lobisomem como Dona Bebé - Camila Pitanga – Bendito Fruto como Choquita - Dira Paes – Mulheres do Brasil como Julia - Júlia Lemmertz – Jogo Subterrâneo como Laura - Lúcia Alves – Bendito Fruto como Telma - Mariana Lima – Árido Movie como Verinha - Interpretação feminina coletiva das integrantes da organização Doutores da Alegria – Doutores da Alegria | - José Dumont – 2 Filhos de Francisco como Miranda - Aramis Trindade – Árido Movie como Márcio Greyck - Dáblio Moreira – 2 Filhos de Francisco como Mirosmar / jovem Zezé Di Camargo - Emiliano Queiroz – Casa de Areia como Chico do Sal - José Dumont – Cidade Baixa como Sergipano - João Miguel – Cidade Baixa como Edvan - Lázaro Ramos – A Máquina como doido cético - Selton Mello – Árido Movie como Bob |
| Melhor Roteiro Original | Melhor Roteiro Adaptado |
| - Cinema, Aspirinas e Urubus – Karim Aïnouz, Paulo Caldas e Marcelo Gomes - Árido Movie – Lírio Ferreira, Hilton Lacerda, Sergio Oliveira e Eduardo Nunes - 2 Filhos de Francisco – Patrícia Andrade e Carolina Kotscho - Bendito Fruto – Sérgio Goldenberg e Rosane Lima - Casa de Areia – Elena Soarez - Cidade Baixa – Sérgio Machado e Karim Aïnouz - Se Eu Fosse Você – Adriana Falcão, Daniel Filho, Renê Belmonte e Carlos Gregório - Vinícius – Miguel Faria Jr. | - Crime Delicado – Beto Brant e Marçal Aquino, baseado no livro Um Crime Delicado de Sérgio Sant'Anna - A Máquina – Adriana Falcão e João Falcão, baseado no romance A Máquina, de Adriana Falcão e na peça de mesmo nome de João Falcão - Achados e Perdidos – Paulo Halm e Jorge Durán, baseado no romance Achados e Perdidos de Luiz Alfredo Garcia-Rosa - Depois Daquele Baile – Susana Schild, baseado na Depois Daquele Baile de autoria de Rogério Falabella - Feminices – Domingos de Oliveira, baseado na peça Confissões das Mulheres de 40, de Clarice Niskier - Irma Vap - O Retorno – Adriana Falcão, Carla Camurati e Melanie Dimantas, baseado na peça O Mistério de Irma Vap, de Charles Ludlam - Jogo Subterrâneo – Roberto Gervitz e Jorge Durán, baseado no conto Manuscrito Achado num Bolso, de Julio Cortázar - O Veneno da Madrugada – Ruy Guerra e Tairone Feitosa, baseado no livro A Má Hora: O Veneno da Madrugada, de Gabriel García Márquez - Vida de Menina – Elena Soarez e Helena Solberg, baseado no livro Minha Vida de Menina, de Helena Morley |
| Melhor Longa-Metragem Documentário | Melhor Longa-Metragem Estrangeiro |
| - Vinícius – Miguel Faria Jr. - A Pessoa é Para o Que Nasce – Roberto Berliner - Coisa Mais Linda: Histórias e Casos da Bossa Nova – Paulo Thiago - Doutores da Alegria – Mara Mourão - Meninas – Sandra Werneck - Moacir Arte Bruta – Walter Carvalho - O Fim e o Princípio – Eduardo Coutinho - Soy Cuba - O Mamute Siberiano – Vicente Ferraz | - O Jardineiro Fiel ( Reino Unido) – Fernando Meirelles - 2046: Os Segredos do Amor ( China) – Wong Kar-Wai - Caché ( França) – Michael Haneke - Capote ( Estados Unidos) – Bennett Miller - Closer: Perto Demais – ( Estados Unidos) – Mike Nichols - Crash: No Limite – ( Estados Unidos) – Paul Haggis - Mar Adentro ( Espanha) – Alejandro Amenábar - Menina de Ouro – ( Estados Unidos) – Clint Eastwood |
| Melhor Direção de Arte | Melhor Fotografia |
| - Casa de Areia – Tulé Peak - Árido Movie – Renata Pinheiro - Bendito Fruto – Cláudio Amaral Peixoto - Cidade Baixa – Marcos Pedroso - O Coronel e o Lobisomem – Adrian Cooper - O Diabo a Quatro – Kiti Duarte - Se Eu Fosse Você – Marcos Flaksman - Vida de Menina – Beto Mainieri | - Cinema, Aspirinas e Urubus – Mauro Pinheiro Jr. - 2 Filhos de Francisco – André Horta e Paulo Barkarz - Árido Movie – Murilo Salles - Bens Confiscados – Jacob Solitrenick - Casa de Areia – Ricardo Della Rosa - Cidade Baixa – Toca Seabra - Crime Delicado – Walter Carvalho - Jogo Subterrâneo – Lauro Escorel |
| Melhor Figurino | Melhor Maquiagem |
| - Casa de Areia – Cláudia Kopke - Árido Movie – Juliana Prysthon - Cidade Baixa – Cristina Camargo e André Simonetti - Cinema, Aspirinas e Urubus – Marcos Pedroso - Concerto Campestre – Kika Lopes - Irma Vap - O Retorno – Cao Albuquerque e Marília Brito - O Coronel e o Lobisomem – Emília Duncan - Vida de Menina – Marjorie Gueller | - Casa de Areia – Martín Macías Trujillo - Achados e Perdidos – Fernando Torquato - Cabra-Cega – Donna Meirelles - Cidade Baixa – Rosa Versoça - Cinema, Aspirinas e Urubus – Marcos Freire - Crime Delicado – Denise Borro - Garrincha: Estrela Solitária – Marina Beltrão - Irma Vap - O Retorno – Jorge Hernández Lobo - O Coronel e o Lobisomem – Vavá Torres |
| Melhor Som | Melhor Trilha Sonora |
| - 2 Filhos de Francisco – Valéria Ferro, Renato Calaça, Alessandro Laroca e Armando Torres Jr. - Árido Movie – Valéria Ferro e Virgínia Flores - Casa de Areia – Jorge Saldanha - Cidade Baixa – Leandro Lima, Rômulo Drummond e Armando Torres Jr. - Cinema, Aspirinas e Urubus – Márcio Câmara e Beto Ferraz - O Casamento de Romeu e Julieta – Geraldo Ribeiro - O Coronel e o Lobisomem – Zezé D'Alice, Miriam Biderman e Ricardo Reis - Vinícius – Bruno Fernandes e Jorge Saldanha | - Vinícius – Luiz Cláudio Ramos - 2 Filhos de Francisco – Caetano Veloso - Árido Movie – Berna Ceppas, Alexandre Kamal Kassin, Otto e Pupillo - Achados e Perdidos – André Abujamra - Cidade Baixa – Carlinhos Brown e Beto Villares - Cinema, Aspirinas e Urubus – Tomaz Alves de Souza - Doutores da Alegria – Arrigo Barnabé - O Casamento de Romeu e Julieta – Guto Graça Mello |
| Melhor Montagem | Melhor Curta-Metragem de Ficção |
| - Cinema, Aspirinas e Urubus – Karen Harley - 2 Filhos de Francisco – Vicente Kubrusly - Cabra-Cega – Willem Dias - Casa de Areia – Sérgio Mekler - Cidade Baixa – Isabela Monteiro de Castro - Quase Dois Irmãos – Mair Tavares - Se Eu Fosse Você – Felipe Lacerda - Tainá 2: A Aventura Continua – Diana Vasconcellos | - Manual Para Atropelar Cachorro – Rafael Primo |
| Melhor Curta-Metragem Documentário | Melhor Curta-Metragem Animação |
| - Mauro Shampoo - Jogador, Cabelereiro e Homem – Leonardo Cunha Lima e Paulo Henrique Fontenelle | - Historietas Assombradas (para Crianças Malcriadas) – Victor-Hugo Borges |

### Filmes com mais indicações e prêmios
| Indicações | Filme                      |
| ---------- | -------------------------- |
| 15         | Cidade Baixa               |
| 12         | 2 Filhos de Francisco      |
| 12         | Árido Movie                |
| 12         | Casa de Areia              |
| 11         | Cinema, Aspirinas e Urubus |
| 7          | Bendito Fruto              |
| 6          | Se Eu Fosse Você           |
| 5          | Crime Delicado             |
| 5          | Vinícius                   |
| 5          | O Coronel e o Lobisomem    |
| 4          | Achados e Perdidos         |

| Vitórias | Filme                      |
| -------- | -------------------------- |
| 5        | Cinema, Aspirinas e Urubus |
| 4        | 2 Filhos de Francisco      |
| 3        | Casa de Areia              |
| 2        | Vinícius                   |